# Roberto Molina
Roberto Molina (5 giugno 1960) è un ex velista spagnolo.

## Palmarès

### Olimpiadi
- 1 medaglia:
  - 1 oro (Los Angeles 1984 nella classe 470)